# Збереження стану сеансу в базі даних (шаблон проєктування)
Збереження стану сеансу в базі даних (англ. Server Session State) — шаблон проєктування, який пропонує зберігати стан сеансу в базі даних.

## Опис
При реалізації клієнт-серверної архітектури необхідно реалізувати передачу даних між обома сторонами. При цьому варто зберігати інформацію про сеанс.
Коли клієнт відправляє запит до сервера, перше, що робить сервер — це звертається до бази даних, щоб отримати із неї данні необхідні для запиту. Після чого він (сервер) виконує всю необхідну роботу та записує дані назад у сховище. Якщо дані ідентифікують сеанс та вимагають довготривалого збереження, але короткотривалої взаємодії рішенням буде зберігати сеанс в базі даних та кешувати його на момент роботи.
Таким чином, даний шаблон пропонує зберігати стан сеансу в базі даних.

## Переваги та недоліки

### Переваги
- Легко обмінювати стан сесії при наявності реплікацій вебсервера
- Стан сеансу не втрачається, якщо сервер виходить із ладу
- Висока надійність. Інформація про користувача прихована в сховищі
- Можна легко збільшувати розмір сесії

### Недоліки
- Необхідно витрачати додаткові ресурси на відновлення сеансу. В деяких випадках варто застосовувати кеш, що при довгій роботі сеансу може погано вплинути на продуктивність серверу
- Не доцільно зберігати стан сесії, якщо вона ніколи більше не відновлюється
- Якщо декілька вебсерверів працюють з однією сесією варто попіклуватись про конкурентний доступ

## Реалізація
Типовим прикладом буде відновлення даних користувача при автентифікації.
```
class
 
Auth

{

    
public
 
User
 
{
 
get
;
 
private
 
set
;
 
}

   

    
public
 
void
 
Login
(
int
 
id
)

    
{

       
var
 
userRecord
 
=
 
db
.
GetUser
();

       
this
.
User
 
=
 
new
 
User
(
userRecord
.
Name
,
 
userRecord
.
Email
);

    
}

}

```

Якщо сеанс складається із декількох кроків та необхідно не втрачати даних, то в міру заповнення їх можна зберігати у сховищі. Так, наприклад, при реалізації опитувальника необхідно, щоб користувач не втратив заповнені дані. Тоді при заповнені кожного поля, можна запам'ятовувати їх у сховищу, а при повторному відкриті сторінки відновлювати увесь стан.
```
class
 
SurveyService

{

    
public
 
void
 
SaveAnswer
(
int
 
answerId
,
 
string
 
answerValue
)

    
{

       
db
.
SurveyAnswers
.
Add
(
answerId
,
 
answerValue
);

    
}

    
public
 
IReadOnlyCollection
<
SurveyAnswer
>
 
OpenSurvey
(
int
 
surveyId
)

    
{

       
return
 
db
.
SurveyAnswers
.
Where
(
s
 
=>
 
s
.
SurveyId
 
==
 
surveyId
);

    
}

}

```